# Cliopsis krohnii
Cliopsis krohnii is een slakkensoort uit de familie van de Cliopsidae. De wetenschappelijke naam van de soort is voor het eerst geldig gepubliceerd in 1854 door Troschel.